# Oscar Jensen
Oscar Per Jensen, född 20 december 1982 i Lund, är en svensk handbollsmålvakt.

## Handbollskarriär
Handbollskarriären inleddes i KFUM Lundagård. Som juniorspelare gick flytten till Lugi HF där han blev kvar i tio elitseriesäsonger. 2003 tillhörde han det svenska ungdomslandslag som tog UVM-guld i Brasilien. Säsongen 2012/2013 passerade han 300 elitseriematcher.
Mellan åren 2010 och 2013 representerade han elitserieklubben HK Malmö från Malmö. Säsongen 2013/2014 tillhörde Jensen H43 Lund i elitserien.
2016 var han dokumenterat fortfarande bra i målet. I SM-slutspelet 2017 toppade Jensen målvaktsstatistiken med total räddningsprocent på 41. Efter säsongen 2017/2018 där Lugi HF åkte ut i semifinal med 1-3 mot IFK Kristianstad meddelade Oscar Jensen att han slutar med elithandboll. Totalt blev det på 14 säsonger 358 elitseriematcher för Oscar Jensen. Efter en paus från handbollen gjorde Jensen säsongen 2018/2019  ett kort inhopp i OV Helsingborg i Allsvenskan . 2019 var comebacken definitiv då Jensen återigen anslöt till HK Malmö i Handbollsligan men det blev bara en säsong. I februari 2021 blixtinkallades Jensen till Ystads IF efter en kris med skadade målvakter. 

## Övrigt
Vid sidan av handbollen har Jensen en examen i journalistik vid Lunds universitet. .